# Teen Wolf (3.ª temporada)
A terceira temporada de Teen Wolf, uma série americana de drama sobrenatural, desenvolvida por Jeff Davis baseado vagamente no filme de 1985 de mesmo nome, estreou em 3 de junho de 2013 e terminou em 24 de março de 2014. A temporada contou com 24 episódios.
A terceira temporada estreou em 3 de junho de 2013, às 22 horas, dando à série um novo recorde na audiência.

## Sinopse

### Parte 1
Scott, Allison e o resto do bando encontram-se em um novo perigo: uma alcateia de Alfas que veio para Beacon Hills, em busca de um novo membro para a sua alcateia, acaba causando um caos na cidade e colocando fim a vida de muitos amigos de Scott. Enquanto isso, Jackson muda-se para Londres. Uma nova e misteriosa professora, Jennifer Blake, junta-se a Beacon Hills High e acaba se apaixonando por Derek, mas ela pode não ser o que realmente aparenta. Descobre-se ainda que a Lydia é uma Banshee.

### Parte 2
O Sherife Stilinski reabre um caso de uma garota desaparecida há 8 anos, e que aparenta ser uma coiote, então descobrem que seu nome é Malia Tate (Shelley Hennig), e logo depois que é filha de Peter Hale e da Loba do Deserto.
Demônios chamados Oni são liberados, por alguém misterioso, acabam atacando cada ser sobrenatural de Beacon Hills, incluindo Scott, Derek, Lydia, Isaac e Kira que é revelada a ser uma kitsune. Estes demônios estão procurando por uma pessoa que está possuída por um nogitsune, um espírito de raposa obscura que deleita-se com a dor e o caos, e essa pessoa acaba por ser Stiles, que fica por um tempo na Casa Eichen por achar ser um lugar seguro para não machucar seus amigos, e lá acaba sendo ajudado por Malia, que também está hospedada lá, que depois Stiles é possuído ao tentar proteger Malia. Agora ele representa um perigo para todos os seus amigos e familiares, e cabe a Scott e seu bando deterem-no antes que seja tarde demais. Na noite em que Scott, Lydia, Allison, Ethan, Aiden e Isaac tentam salvar Stiles, dois grandes personagens morrem.

## Elenco e personagens

### Elenco regular
| Intérprete     | Personagem                    | Episódios |
| -------------- | ----------------------------- | --------- |
| Tyler Posey    | Scott McCall                  | 24        |
| Dylan O'Brien  | Mieczyslaw "Stiles" Stilinski | 24        |
| Tyler Hoechlin | Derek Hale                    | 24        |
| Crystal Reed   | Allison Argent                | 23        |
| Holland Roden  | Lydia Martin                  | 20        |

### Recorrentes
| Intérprete           | Personagem                   | Episódios |
| -------------------- | ---------------------------- | --------- |
| Linden Ashby         | Xerife Noah Stilinski        | 21        |
| Daniel Sharman       | Isaac Lahey                  | 20        |
| JR Bourne            | Chris Argent                 | 19        |
| Charlie Carver       | Ethan                        | 19        |
| Max Carver           | Aiden                        | 19        |
| Melissa Ponzio       | Melissa McCall               | 17        |
| Seth Gilliam         | Alan Deaton                  | 15        |
| Ian Bohen            | Peter Hale                   | 13        |
| Keahu Kahuanui       | Danny Mahealani              | 13        |
| Arden Cho            | Kira Yukimura                | 12        |
| Matthew Del Negro    | Rafael McCall                | 12        |
| Adelaide Kane        | Cora Hale                    | 11        |
| Gideon Emery         | Deucalion                    | 10        |
| Haley Webb           | Jennifer Blake/Julia Baccari | 10        |
| Felisha Terrell      | Kali                         | 10        |
| Orny Adams           | Bobby Finstock               | 9         |
| Sinqua Walls         | Vernon Boyd                  | 8         |
| Tom T. Choi          | Ken Yukimura                 | 8         |
| Tamlyn Tomita        | Noshiko Yukimura             | 7         |
| Bianca Lawson        | Marin Morrell                | 7         |
| Brian Patrick Wade   | Ennis                        | 6         |
| Ryan Kelley          | Jordan Parrish               | 6         |
| Aaron Hendry         | Nogitsune                    | 5         |
| Mieko Hillman        | Tara Graeme                  | 4         |
| Shelley Hennig       | Malia Tate                   | 4         |
| Jill Wagner          | Kate Argent                  | 4         |
| Gage Golightly       | Erica Reyes                  | 3         |
| Eaddy Mays           | Victoria Argent              | 3         |
| Shantal Nyree Rhodes | Danielle                     | 3         |
| Maya Eshet           | Meredith Walker              | 2         |
| Ivonne Coll          | Araya Calavera               | 2         |
| Aaron Hendry         | Brunski                      | 2         |
| Ian Nelson           | Derek Hale mais novo         | 1         |

## Produção
Está temporada foi filmada em duas partes, sendo a primeira 12 filmar no final de 2012 e início de 2013. Os primeiros 12 episódios foram filmados a partir de 3 de dezembro, 2012 [6 ] e envolveu-se em 5 de maio de 2013. Os outros 12 episódios da primeira temporada 3 começou a filmar em 29 de julho de 2013 e envolveu-se em 19 de dezembro de 2013; parte 2 vai estrear 06 de janeiro de 2014. Ao contrário das duas temporadas anteriores, que foram filmadas em Atlanta, Geórgia, esta temporada será filmado em Los Angeles, Califórnia.
Colton Haynes esquerda depois de ser reduzido ao status recorrentes; agora ele estrela na série Arrow da CW . A MTV também lançou a primeira página do primeiro episódio da terceira temporada, que é definido de cerca de quatro meses após o final da segunda temporada, e ausência de Jackson foi abordada no contexto do início da estação. Em 02 de outubro de 2012 um site casting aberto foi criado para lançar gêmeos idênticos para jogar os lobisomens alfa gêmeo idêntico, Ethan e Aiden.
Em 28 de novembro 2012, Teen Wolf anunciou cinco novas adições ao elenco para a temporada de 3. Ex Desperate Housewives estrelas Charlie e Max Carver foram lançados como lobisomens alfa gêmeos Ethan e Aiden. Eles são descritos como sendo "encantadores de perigosas com mentes brilhantes". A atriz australiana Adelaide Kane foi escalado como Cora, irmã mais nova de Derek Hale, uma jovem misteriosa e bela temperado por uma vida por conta própria depois de sobreviver ao fogo Hale House. Felisha Terrell de Days of Our Lives foi escalado como fêmea alfa Kali, enquanto Gideon Emery foi escalado como Deucalião, o líder do bloco Alpha. Descrito como tendo "uma eloquente, inteligência corte", o novo lobisomem irá definir um plano em movimento para transformar Derek Scott e um contra o outro, rasgando a comunidade sobrenatural Beacon Hills a rebentar pelas costuras. Brian Patrick Wade foi escalado como Ennis, um lobisomem alfa que é descrito como uma "força de brutalidade pura". Haley Webb foi escalado como Jennifer Blake, um professor de Inglês no Beacon Hills High School e um novo interesse amoroso de Derek Hale.
Teen Wolf anunciou três novos personagens recorrentes para a segunda metade da temporada 3. Arden Cho foi escalado como Kira, um caráter asiático-americano que tem sido descrito como um "novo aluno e uma possível ameaça à Beacon Hills". Sua personagem é confirmado para ser um kitsune . Doug Jones foi escalado como Barrow, um assassino em massa, que fez a sua aparição no episódio "Galvanize". Ryan Kelley será o mais novo membro do Departamento do Beacon County Sheriff em Teen Wolf Season 3 Parte 2, ele irá ajudá-Sheriff Stilinski em descobrir as ocorrências sobrenaturais misteriosas que assolam o assassinato propensas norte da Califórnia cidade antes de se tornar parte do próprio mistério. Além disso, Shelley Hennig foi lançado, com o seu papel que está sendo mantida em segredo até a estréia da temporada de inverno.
Linden Ashby afirmou que para a segunda parte da 3 ª temporada, "Esta é uma época de conseqüência. que toda ação tem uma reação, tem uma conseqüência. E nem sempre é o que você acha que vai ser ".

## Episódios
| Parte 1 |    |                                                          |                  |                              |                         |      |
| 25 | 1  | "Tattoo" "A Tatuagem"                                    | Russell Mulcahy  | Jeff Davis                   | 3 de junho de 2013      | 2.36 |
| Isaac acorda com amnésia, mas é resgatado do bando de Alfas por uma garota misteriosa. Jackson mudou-se para Londres. Allison e seu pai parecem ter desistido de serem caçadores de lobisomens e Scott está trabalhando em ser uma pessoa melhor. Derek está à procura de Boyd e Erica, que foram capturados pelo bando de Alfas. Algo estranho está fazendo com que os animais da Beacon Hills enlouqueçam. Derek dá a Scott uma tatuagem, e explica sobre Deucalion, líder do bando de Alfas, que é cego, mas o mais forte e mais letal. |    |                                                          |                  |                              |                         |      |
| 26 | 2  | "Chaos Rising" "Caos Crescente"                          | Russell Mulcahy  | Jeff Davis                   | 10 de junho de 2013     | 2.11 |
| A amiga de infância de Stiles, Heather, é atacada por algo desconhecido. Derek e Scott ajudam Isaac a recuperar sua memória, e ele revela que havia encontrado Boyd e outra lobisomem, que está sendo mantida em um cofre de banco abandonado. Quando Derek e Scott vão salvá-los, Derek reconhece a outra lobisomem que parece ser sua irmã Cora, que ele achava que estava morta. Stiles e Peter descobrem que Boyd e Cora foram mantidos presos por três meses. Selvagem e sanguinário, Boyd e Cora quase matam Derek e Scott, mas Allison os salva, deixando os lobisomens livres. |    |                                                          |                  |                              |                         |      |
| 27 | 3  | "Fireflies" "Vaga-lumes"                                 | Tim Andrew       | Lucas Sussman                | 17 de junho de 2013     | 1.67 |
| Com Boyd e Cora sob a influência da lua cheia, Derek, Isaac e Scott procuram a ajuda de Chris para ajuda-los a captura-los, antes que eles matem alguém. Lydia encontra um menino morto, e chama Stiles para obter ajuda. Boyd e Cora atacam Jennifer na escola, mas Derek a salva. Stiles descobre o corpo de Heather no necrotério, morto da mesma maneira o menino que Lydia havia encontrado. Como os dois eram ambos virgens, Stiles conclui que alguém está assassinando virgens como sacrifícios humanos, assim como o xerife Stilinski descobre uma terceira menina morta da mesma maneira. |    |                                                          |                  |                              |                         |      |
| 28 | 4  | "Unleashed" "Descontrolado"                              | Tim Andrew       | Alyssa Clark & Jesec Griffin | 24 de junho de 2013     | 1.91 |
| O corpo da mais uma recente vítima de assassinato é encontrado. Os Alfas atacam Derek, e Deucalion oferece-lhe uma proposta: se juntar ao bando, matando seus próprios betas para absorver seus poderes. Stiles, Lydia e Deaton descobrem que o assassino em série é um Darach, um druida obscuro do mal. Derek manda Isaac embora, que então vai morar com Scott. |    |                                                          |                  |                              |                         |      |
| 29 | 5  | "Frayed" "Desgastado"                                    | Robert Hall      | Angela L. Harvey             | 1 de julho de 2013      | 1.63 |
| Durante uma viagem de ônibus escolar, Scott está sofrendo de uma lesão desagradável da qual não há cura; resultado de um ataque preventivo dos bando de Alfas na noite anterior. A batalha deixou a todos com a impressão de que Derek estivesse morto, o que Scott se sente responsável. |    |                                                          |                  |                              |                         |      |
| 30 | 6  | "Motel California" "Motel Califórnia"                    | Christian Taylor | Christian Taylor             | 8 de julho de 2013      | 1.86 |
| Presos em um hotel durante a noite por causa do adiamento do jogo de Lacrosse, Scott e seus amigos sofrem experiências estranhas que os levam a acreditar que membros de seu próprio grupo podem ser os mais novos alvos do misterioso assassino. |    |                                                          |                  |                              |                         |      |
| 31 | 7  | "Currents" "Correntes"                                   | Russell Mulcahy  | Jeff Davis                   | 15 de julho de 2013     | 1.82 |
| O Darach tenta assassinar Deaton como um próximo sacrifício, deixando-o pendurado pelos pulsos para morrer. O bando de Alfas ataca Derek enquanto Scott salva Deaton, com a ajuda do xerife Stilinski. Deaton revela que Scott é um "Alfa genuíno": um lobisomem que se tornou um Alpha puramente por sua própria força de vontade e bom caráter. Isso é extremamente raro, ocorrendo a cada 100 anos, razão pela qual é Deucalion deseja ter Scott em seu bando. Kali obriga a Derek para matar Boyd, que também revela a morte de Erica para ele. |    |                                                          |                  |                              |                         |      |
| 32 | 8  | "Visionary" "Visionário"                                 | Russell Mulcahy  | Jeff Davis                   | 22 de julho de 2013     | 1.78 |
| Buscando respostas, Scott, Allison e Stiles ouvem histórias contadas por dois narradores improváveis e descobrem um segredo sobre a cor dos olhos de um lobisomem. |    |                                                          |                  |                              |                         |      |
| 33 | 9  | "The Girl Who Knew Too Much" "A Garota Que Sabia Demais" | Tim Andrew       | Jeff Davis                   | 29 de julho de 2013     | 1.77 |
| Quando Allison começa a suspeitar que alguém perigosamente perto dela pode estar envolvido nos assassinatos, Scott e Stiles concluem que o surgimento dos talentos de Lydia pode ser sua melhor aposta para resolver os assassinatos. |    |                                                          |                  |                              |                         |      |
| 34 | 10 | "The Overlooked" "Os Negligenciados"                     | Russell Mulcahy  | Jeff Davis                   | 5 de agosto de 2013     | 1.97 |
| Presos dentro de um hospital evacuado de Beacon Hills por causa de uma forte tempestade, Derek e Scott devem se defender contra o bando de Alfas enquanto tentam descobrir como salvar a vida de Cora, a irmã de Derek que esta prestes a morrer. |    |                                                          |                  |                              |                         |      |
| 35 | 11 | "Alpha Pact" "Pacto Alfa"                                | Tim Andrew       | Jeff Davis                   | 12 de agosto de 2013    | 1.91 |
| Com a crescente ameaça ficando muito mais pessoal e vidas inocentes sendo tiradas, Scott é forçado a fazer uma difícil escolha para salvar seus amigos e familiares, enquanto, ao mesmo tempo, Derek e Peter tentam descobrir como salvar a vida de Cora. |    |                                                          |                  |                              |                         |      |
| 36 | 12 | "Lunar Ellipse" "Eclipse Lunar"                          | Russell Mulcahy  | Jeff Davis                   | 19 de agosto de 2013    | 2.08 |
| Através de uma conversa com Deaton, Scott e seus amigos usam um ritual antigo e extremamente perigoso para salvar tanto as vidas das pessoas que amam, quanto para parar o Darach e impedir Deucalion de atingir seu objetivo sinistro. |    |                                                          |                  |                              |                         |      |
| Parte 2 |    |                                                          |                  |                              |                         |      |
| 37 | 13 | "Anchors" "Âncoras"                                      | Russell Mulcahy  | Jeff Davis                   | 6 de janeiro de 2014    | 2.43 |
| Após terem voltado do mundo espiritual, coisas estranhas estão acontecendo com Stiles, Scott e Allison. Stiles tem problemas para ler e insônia; Scott tem dificuldade em controlar a sua transformação; e Allison tem pesadelos terríveis com a tia paterna, Kate Argent. |    |                                                          |                  |                              |                         |      |
| 38 | 14 | "More Bad Than Good" "Mais Mal do Que Bem"               | Tim Andrew       | Jeff Davis                   | 13 de janeiro de 2014   | 1.91 |
| Scott e seus amigos correm contra o tempo para descobrir como capturar o uma lobisomem-coiote antes que ela seja morta, por um caçador que culpa o coiote pelo assassinato de sua mulher e filhas. |    |                                                          |                  |                              |                         |      |
| 39 | 15 | "Galvanize" "Galvanizar"                                 | Robert Hall      | Eoghan O'Donnell             | 20 de janeiro de 2014   | 2.00 |
| No dia de mischief night (vésperas de halloween), William Barrow, um engenheiro elétrico virou assassino em massa, escapando do hospital durante uma cirurgia e acaba se escondendo na escola. Ele sequestra Kira e tenta eletrocutá-la, mas ela inexplicavelmente desvia a eletricidade, matando-o e desligando toda a eletricidade da cidade. Logo após o apagão, cinco figuras encapuzadas atacam Isaac no apartamento da família Argent. |    |                                                          |                  |                              |                         |      |
| 40 | 16 | "Illuminated" "Iluminado"                                | Russell Mulcahy  | Alyssa Clark                 | 27 de janeiro de 2014   | 1.87 |
| A cidade de Beacon Hills na Califórnia está sob o toque de recolher com o apagão. Enquanto Danny e Ethan tentam fazer uma festa de halloween com luz néon, Scott tenta ganhar a confiança de Kira. |    |                                                          |                  |                              |                         |      |
| 41 | 17 | "Silverfinger" "Dedo de Prata"                           | Jennifer Lynch   | Moira McMahon Leeper         | 3 de fevereiro de 2014  | 2.26 |
| Os amigos de Scott protegem-no de um inimigo hostil. Enquanto que Chris, Allison e Isaac vão em busca de um antigo amigo da família Argent, para saber mais sobre a história por trás do Nogitsune. |    |                                                          |                  |                              |                         |      |
| 42 | 18 | "Riddled" "Enigmático"                                   | Tim Andrew       | Christian Taylor             | 10 de fevereiro de 2014 | 2.09 |
| Stiles desaparece, e Scott e os outros saem em uma busca dele. Lydia tenta dominar as suas novas habilidades de banshee para conseguir ajudar os seus amigos. |    |                                                          |                  |                              |                         |      |
| 43 | 19 | "Letharia Vulpina"                                       | Russell Mulcahy  | Jeff Davis                   | 17 de fevereiro de 2014 | 2.12 |
| Scott e seus amigos tentam prevenir um desastre. Lydia e Allison procuram um professor que ninguém pensaria que elas procurassem. |    |                                                          |                  |                              |                         |      |
| 44 | 20 | "Echo House" "Casa dos Ecos"                             | Tim Andrew       | Jeff Davis                   | 24 de fevereiro de 2014 | 1.94 |
| Scott e os seus amigos procuram um importante artefato que pode ajudar Stiles. Enquanto isso, Stiles deve tomar uma decisão díficil sobre a ir para a Eichen House ou permanecer livre e machucando outras pessoas. |    |                                                          |                  |                              |                         |      |
| 45 | 21 | "The Fox and the Wolf" "A Raposa e o Lobo"               | Tim Andrew       | Ian Stokes                   | 3 de março de 2014      | 2.06 |
| Uma pista importante é revelada na história de um campo de internamento militar da 2ª Guerra Mundial. O papel de Kira se torna ainda mais crucial, ao mesmo tempo em que ela descobre habilidades diferentes. |    |                                                          |                  |                              |                         |      |
| 46 | 22 | "De-Void" "Destituído"                                   | Christian Taylor | Jeff Davis                   | 10 de março de 2014     | 1.80 |
| Scott e Lydia combinam as suas habilidades na tentativa de ganharem vantagem. O futuro do xerife Stillinski será decidido por um comitê de revisão. |    |                                                          |                  |                              |                         |      |
| 47 | 23 | "Insatiable" "Insaciável"                                | Tim Andrew       | Jeff Davis                   | 17 de março de 2014     | 2.00 |
| Aiden e Ethan são baleado por um atirador desconhecido com balas de acônito, mas são salvos por Derek. A mãe de Kira tenta ensiná-la o jogo de tabuleiro no qual Stiles estava jogando com o Nogitsune. Lydia é levada para a Eichen House pelo Nogitsune; o grupo chegar lá e encontrar a mãe de Kira e os Oni, que planejam matar o Nogitsune, mesmo que isso signifique matar Stiles. O Nogitsune toma posse sobre os Oni e os faz enfrentar Kira, Allison e Isaac, enquanto Scott e Stiles tentam encontrar Lydia e ficam chocados quando ela pergunta por que eles vieram quando ela disse que não deveriam procura-lá. Allison consegue matar um dos Oni, mas é morta por outro, que a pegou desprevenida. |    |                                                          |                  |                              |                         |      |
| 48 | 24 | "The Divine Move" "A Jogada Divina"                      | Russell Mulcahy  | Jeff Davis                   | 24 de março de 2014     | 2.26 |
| Com o Nogitsune no controle dos Oni, há pouco tempo para tentar impedi-ló. Scott e Derek chamam seus amigos e aliados para uma batalha final. Enquanto isso, Isaac e o Sr. Argent descobrem que a prata pode realmente matar um Oni. Scott morde o Nogitsune, seguindo as instruções de um livro que afirmava que uma criatura sobrenatural não pode ser ao mesmo tempo uma raposa e um lobo. Kira, então apunhala o Nogitsune com sua katana, destruindo o de uma vez por todas. Mais tarde, as pessoas feridas começam a se curar e tudo parece bem novamente em Beacon Hills. Scott começa a treinar Malia a controlar suas habilidades. Porém, uma antiga inimiga reaparece e acaba raptando Derek secretamente, o que faz com que Scott e seus amigos suspeitem de uma família mexicana de caçadores de lobisomens. |    |                                                          |                  |                              |                         |      |